# HŠK Hajduk Zemun
HŠK Hajduk je bio nogometni klub iz Zemuna (danas Srbija), oko kojeg su se okupljali Hrvati. 
Osnovan je prije drugog svjetskog rata.
Sudjelovao je u nogometnom prvenstvu NDH. Nakon drugog svjetskog rata, ta je činjenica bila izvrsna izlika protuhrvatski nastrojenim komunističkim vlastima za zabraniti mu rad.
Godine 1944., u nedovršenom prvenstvu NDH, igrao je u prvenstvu Zemuna, koje su okončali na zadnjem mjestu.